# Sorex orizabae
Sorex orizabae is een zoogdier uit de familie van de spitsmuizen (Soricidae). De wetenschappelijke naam van de soort werd voor het eerst geldig gepubliceerd door Merriam in 1895.